# Los (wyspy)
Los (fr. Îles de Los, Îles de Loos) – archipelag na Oceanie Atlantyckim, u wybrzeża Gwinei na wysokości Conakry. Główne wyspy to Tamara (Fotoba), Kassa i Roume.